# Macrodactylus brenskei
Macrodactylus brenskei är en skalbaggsart som beskrevs av Moser 1918. Macrodactylus brenskei ingår i släktet Macrodactylus och familjen Melolonthidae. Inga underarter finns listade i Catalogue of Life.